# Chthonius pusillus
Espèce
Chthonius pusillus est une espèce de pseudoscorpions de la famille des Chthoniidae.

## Distribution
Cette espèce est endémique d'Autriche. Elle se rencontre  en Styrie et en Basse-Autriche.

## Description
Le mâle holotype mesure 1,2 mm et la femelle paratype 1,3 mm.

## Publication originale
- Beier, 1947 : Neue Pseudoscorpione aus der Steiermark. Annalen des Naturhistorischen Museums in Wien, vol. 55, p. 253-263 (texte intégral).